# 方俊奎
方俊奎（1912年—1992年），男，安徽婺源（今属江西）人，中国火炮、弹道专家，曾任国防科委第20基地工程师室总工程师。